# Melitaea varia
Melitaea varia là một loài bướm ngày thuộc họ Nymphalidae. Nó được tìm thấy ở Anpơ ở độ cao từ 1500-2600 mét, đặc biệt ở các bang Thụy Sĩ Valais, Engadin và Graubünden. Nó cũng được tìm thấy ở Ortler region in the tỉnh Bolzano-Bozen, Alpes-Maritimes và Drôme in Pháp, high areas of Tirol in Áo và vùng cao ở dãy núi Apennine như Abruzzo.

## miêu tả

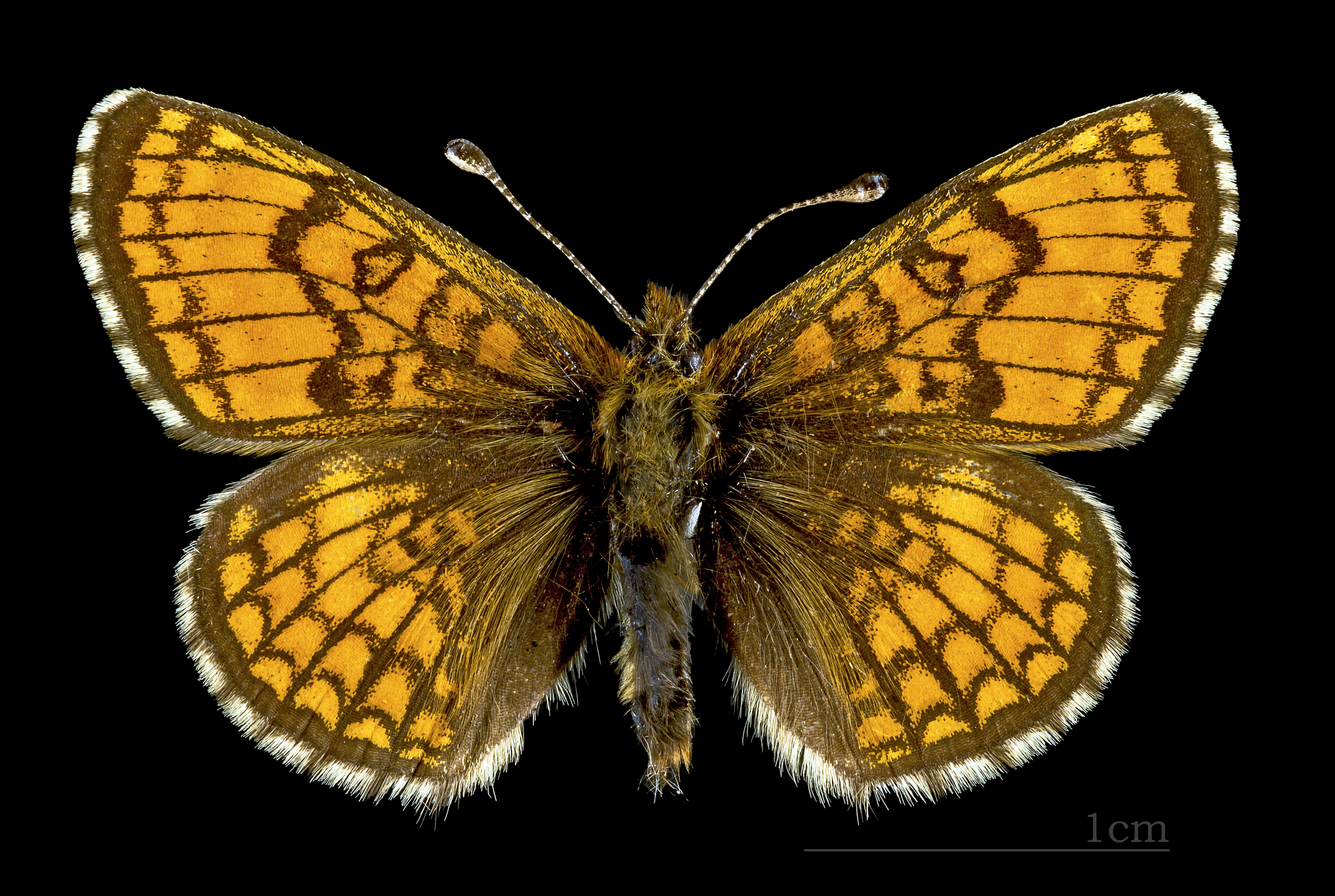
♂
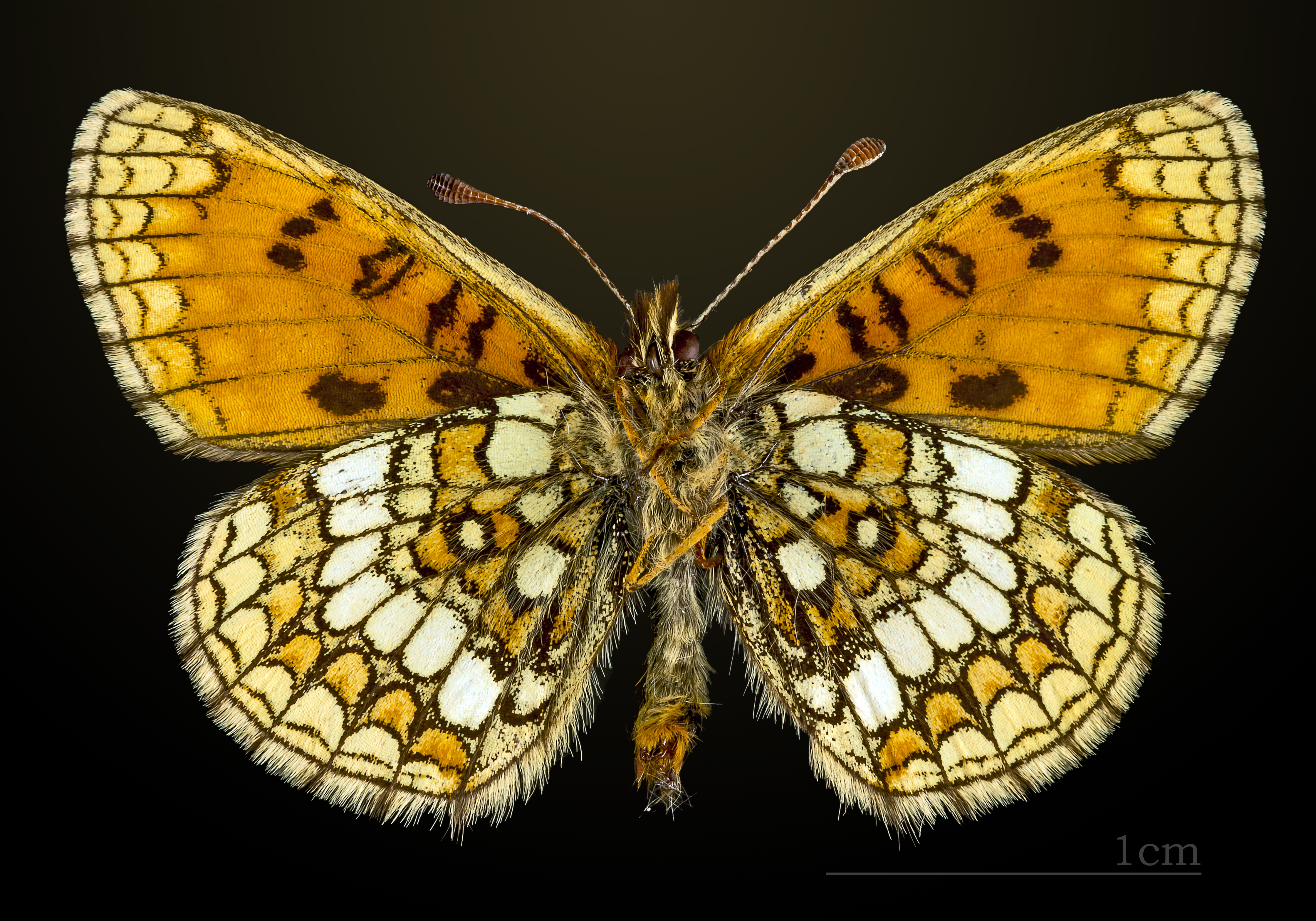
♂ △
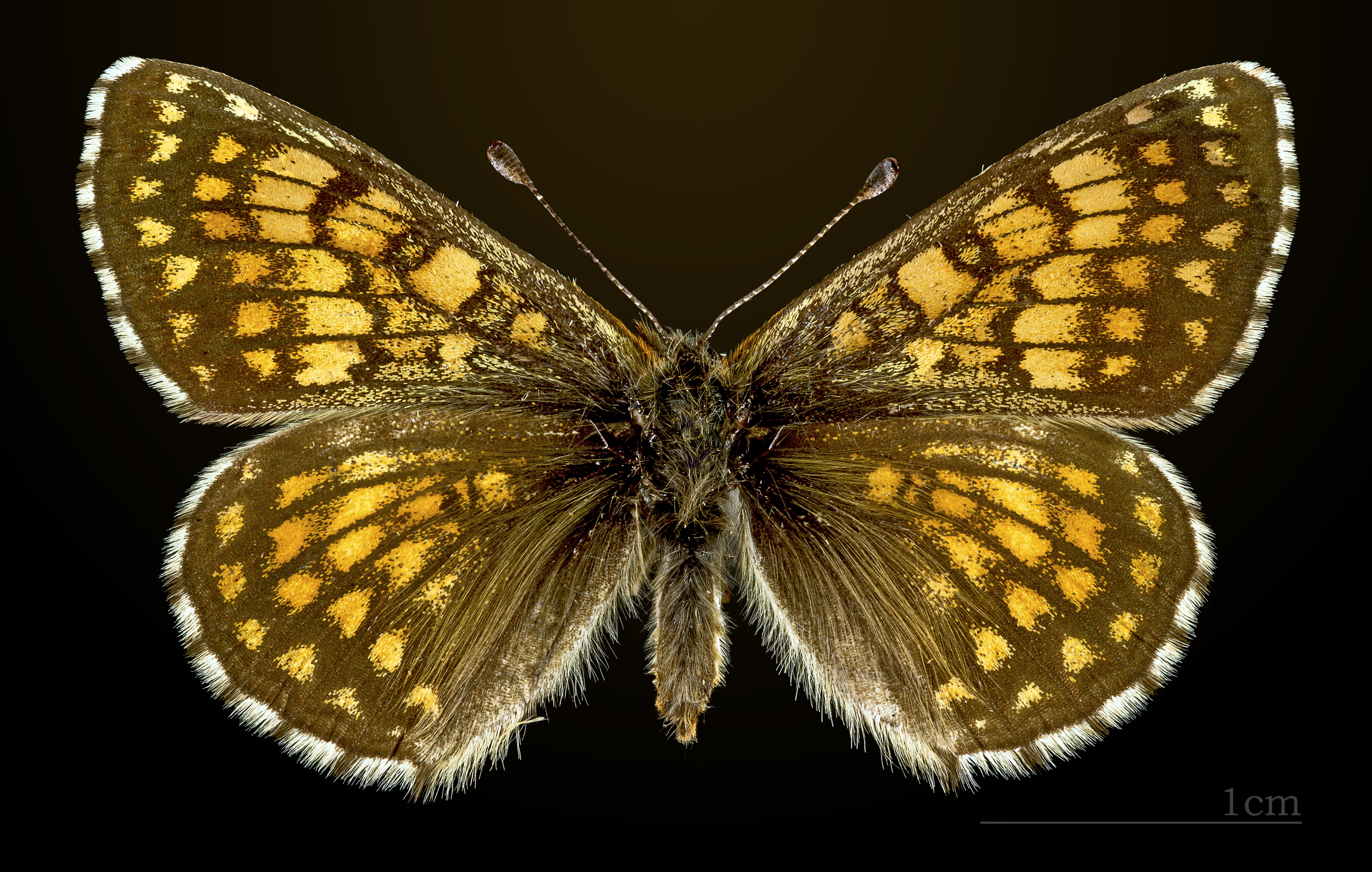
♀
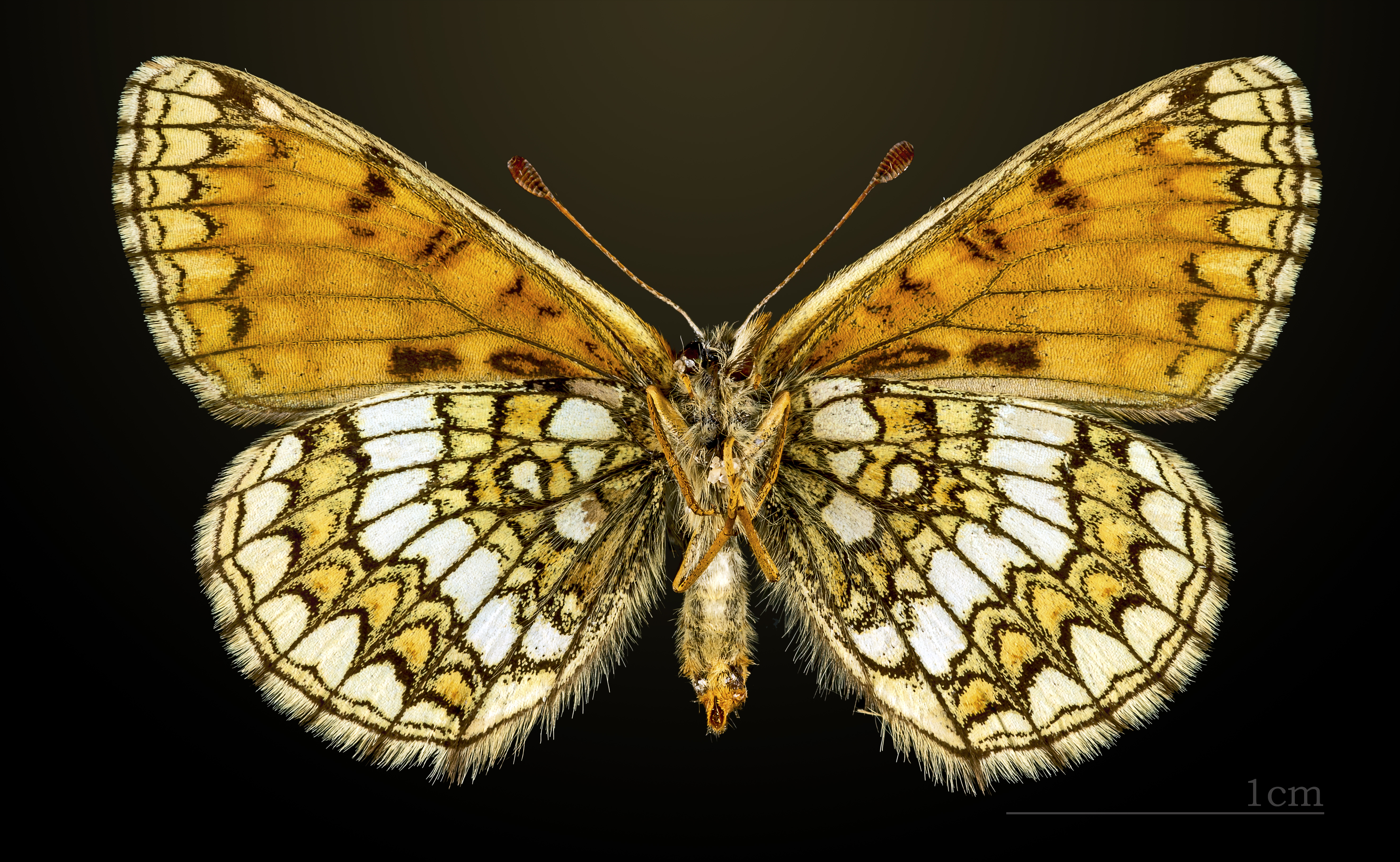
♀ △

Sải cánh dài 24–28 mm. Chúng bay từ tháng 6 đến tháng 8 tùy theo địa điểm. Có một lứa một năm.

## Sinh học
Ấu trùng ăn various low-growing plants, bao gồm Plantago alpina, Gentiana verna và Gentiana acaulis.